# VersionTracker
VersionTracker.com — софт-портал, который отслеживает релизы нового программного обеспечения.

## Описание
VersionTracker был создан в 1995 году Куртом Кристенсеном, в Сакраменто, штат Калифорния. Изначально, был основан как трекер программного обеспечения для операционной системы Mac OS, но в конечном итоге получил расширения не только для Mac OS, но и для Microsoft Windows, Mac OS X, iPhone и Palm OS. Сам трекер не занимается закачиванием программного обеспечения в свои базы данных, а просто индексирует и хранит ссылки на их загрузку.

## Популярность
По статистике Alexa Internet на 2 сентября 2010 года, VersionTracker находится на 2738 месте по посещаемости в Германии, 3786 в США и 5780 в мире .

## Примечание
1. ↑  VersionTracker on Alexa. VersionTracker.com. Дата обращения: 2 сентября 2010. Архивировано 27 апреля 2012 года.